# Zwy Milshtein
Pour les articles homonymes, voir Milshtein.
 (mai 2017).
Zwy Milshtein, né le 25 juin 1934 à Chișinău (Royaume de Roumanie, aujourd'hui en Moldavie) et mort le 4 février 2020 à Montreuil.

## Biographie
Zwy Milshtein est né dans la ville moldave de Kichinev en 1934. Il fuit sa Moldavie natale devant l'invasion nazie. C'est l'exode à travers l'Europe de l'Est.
De 1943 à 1944, il fait des études de peinture au Palais des Pionniers de Tbilissi (Géorgie) puis en 1946, à Bucarest avec le peintre George Ștefănescu. La Moldavie passe sous le joug du régime stalinien. Milshtein part en 1947 en Israël avec son frère et sa mère et à Chypre, où il étudie la sculpture avec Ben-Tsvi. En 1948, en Israël, il étudie avec les peintres Raitler, Avni, Ardon, Mokady. En 1952, avec Nathan Zach et David Avidan, il participe à la revue Likrat qui représente la nouvelle poésie en hébreu.
En 1956, il reçoit une bourse d'études de la Norman Foundation qui lui permet de se rendre à Paris. En 1963, il expose ses gravures en même temps que ses toiles. En 1965, il publie MICROCOSME, son premier livre d'artiste. En 1966, il obtient « Le Prix de la Critique » pour la gravure. En 1967, DOSSIER SOLANGE est le premier texte littéraire de Milshtein. Dès 1986, Milshtein s'interesse à la Digigraphie.
En 1991, Roland Topor l'invite à participer aux dernières expositions du groupe Panique et collabore à la revue Le Fou Parle.
En 2007, Milshtein s'installe dans son atelier à Gleizé, dans le Rhône.
Il meurt à l'âge de 85 ans le 4 février 2020 à Montreuil, est un peintre français d'origine roumaine, et est inhumé au cimetière du Père-Lachaise (division 41), à quelques mètres de la tombe de sa petite-fille Leah morte en 2010.

## Expositions personnelles
- 1952 : Tel-Aviv (Israël), Studio Avni
- 1955 : Tel-Aviv (Israël), Musée
- 1957 : Paris, Galerie Saint Placide
- 1958 : Paris, La Cave de la Galerie Saint-Placide — Paris, Galerie Katia Granoff
- 1959 : Tel-Aviv (Israël), Museum Dizengoff House
- 1960 : Paris, Galerie Katia Granoff
- 1961 : Paris, Galerie Katia Granoff
- 1962 : Tel-Aviv (Israël), Chemerinsky Art Gallery – Jérusalem (Israël), Musée National Bezalel —New York (États-Unis), Bodley Gallery – Bat Yam (Israël), Bat Yam Museum
- 1963 : Genève (Suisse), Musée d’Art et d’Histoire, Cabinet des Estampes
- 1964 : Paris, Galerie Katia Granoff
- 1965 : Paris, Librairie-Galerie Alexandre Loewy
- 1966 : Paris, Galerie Saint-Placide — Bruxelles (Belgique), Galerie Le Creuset
- 1966 : Washington (États-Unis) Brentano’s Museum Shop – New York (États-Unis), The New Masters Gallery
- 1967 : Paris, Galerie Kieffer
- 1968 : Tel-Aviv (Israël), The Tel-Aviv Museum – Dizengoff House – Londres (Grande-Bretagne), London Graphic Arts Gallery
- 1970 : Paris, A. R.C., Musée d’Art Moderne de la Ville de Paris
- 1971 : Bruxelles (Belgique), Galerie L’Angle Aigu
- 1973 : Rome (Italie) Galleria San Sebastianello –  Lausanne (Suisse), White Galerie
- 1974 : Paris, Galerie Georges Visat
- 1975 : Tel-Aviv (Israël), Musée —Paris, Librairie Entente —Lausanne (Suisse), Musée Cantonal des Beaux-Arts —Odense (Danemark), Fyns Stifts Kunstmuseum
- 1976 : Tel-Aviv (Israël), Galerie Darom — Odense (Danemark), Maison des Artistes
- 1977 : Paris, Galerie Scripturiom — Odense (Danemark), Galerie Schiang
- 1978 : Paris, Bibliothèque Nationale — Paris, Artcurial
- 1979 : Troyes, Centre culturel Thibaud de Champagne – Paris, Galerie Negru
- 1980 : Tel-Aviv (Israël), Rosenfeld Gallery
- 1982 :Tel-Aviv (Israël), Rosenfeld Gallery – Paris, Galerie Peinture Fraîche
- 1983 :Créteil, Maison des Arts
- 1984 : Issy-les-Moulineaux, Galerie Alain Gutharc & Muriel Schnebert —Rouen, Librairie Galerie Ponctuation —Paris, T.W.A. — Paris, Galerie Caroline Corre —New Haven (États-Unis), Jewish Community Center of Greater New Haven – Paris, Académie de Sèvres
- 1985 : Enghien, Galerie Alain Gutharc & Gigi Lacorre —Saint-Brieuc, Centre d’action culturelle —Nîmes, Chapelle de la Salamandre —Orléans, Galerie La Chèvre qui danse —Paris, Galerie Pierre Lescot —Mâcon, Maison de la Culture —Stockholm (Suède), Galerie Arte Atrium
- 1986 : Grenoble, Galerie Jean-Marie Cupillard —Odense (Danemark), Brandts Klaedefabrik – New York (États-Unis), Galerie 44 —Göteborg (Suède), Galleri Mustad –  Genève (Suisse), Galerie Kara
- 1987 : Malmö (Suède), Institut Français —Annecy, Centre d’action culturelle —Zürich (Suisse), Galerie Klopfer —Stockholm (Suède), Institut Français —Bâle (Suisse), Art 18’87, Galerie Goldman — Haifa —Bâle (Suisse), Art 18’87, Galerie Kara-Genève, —Stockholm (Suède), Art Fair, Galerie Mustad — Göteborg, Stockholm (Suède), Galerie Gummesons —Bocholt (Allemagne), Galerie am Finkenbusch/Siedlaczek
- 1988 : Tel-Aviv (Israël), Gallery Rosenfeld – Sundsvall (Suède), Sundsvalls Museum – Montbéliard, Centre d’art contemporain —Montbéliard, Musée du Château —Hérouville, Théâtre —Genève (Suisse), Galerie Kara —Valencia (Espagne), Interarte —Madrid (Espagne), Arco
- 1989 : Paris, SAGA, Galerie Jacqueline Felman — Paris, Horgen (Suisse), Galerie Murbach — Montbéliard, Galerie Le Présent — Toulouse, Artothèque
- 1990 : Paris, Galerie Katia Granoff —Paris, Galerie Expression —Evry, Aire Libre Art Contemporain —Nice, Galerie Chifflet
- 1991 : Paris, Galerie Jean Briance —Montbrisson, Musée d’Allard —Besançon, Galerie Médicis —Le Havre, Galerie Slotine-Perkowsky —Lyon, Galerie Hermès
- 1992 : Nice, Galerie Chifflet — Bäterrkinden (Suisse), Galerie Zur Krone —  Paris, C.I.E.S.
- 1993 : Saint-Quentin, Espace Saint-Jacques —Paris, Area —Paris, Galerie Renaud Richebourg —Moscou (Russie), Maison de la Presse
- 1994 : Vesoul, Chapelle de l’Hôtel de Ville —Vesoul, Musée —Paris, Area —Saint-Émilion, Cloître des Dominicains —Strasbourg, Galerie Nicole Buck —Strasbourg, Trésorerie générale
- 1995 : Troyes, Musée d’Art Moderne — Paris, Area – Fécamp, Palais Bénédictine
- 1996 : Varsovie, Musée Krolokania — Bourges, Maison de la Culture
- 1997 : Paris, Galerie Les Filles du Calvaire —Corbeil-Essonnes, Commanderie Saint-Jean —Paris, Area —Paris, Espace Rachi
- 1998 : Francfort, Goethe Institut
- 1999 : Londres, Bourlet Gallery
- 2000 : Paris, Area —Kiev (Ukraine) Musée d’art russe —Cluj (Roumanie), Institut français —Cergy Pontoise, Hôtel d’Agglomération —Kichinev (Moldavie), Musée —Luzern (Suisse), Galerie Diebold-Schilling
- 2001 : Sopot (Pologne), Pantswowa Galeria Ztuki – Vienne (Autriche), Galerie Hofstätter –  Nice, Original Gallery
- 2002 : Olsztyn (Pologne), Galerie SztukiBwa — Paris, Jardin du Luxembourg
- 2003 : Metz, Maison de la Culture de Metz – Danemark, Galleri M – Mougins, Galerie Dans le Ciel – Varsovie (Pologne), représentation théâtrale « Le Chant du Chien » en polonais Varsovie (Pologne) troupe Amavada.
- 2004 : Genève (Suisse), Galerie Ligne treize – Caen, Exposition et représentation théâtrale Le chant du chien troupe Amavada.
- 2005 : Caen, Petit Lieu Poileboine – Macon, Galerie Caroline Corre
- 2006 : Strasbourg, Conseil de l’Europe —Paris, mairie du 3e arrondissement —Chamalières, Galerie d’art contemporain —Lyon, Galerie l’œil écoute —Paris, Galerie Garcia — Laporte —Paris, Espace Rachi —Paris, La Réserve d’area —Saint-Émilion, Château l’Angelus —Paris, Galerie Meyer —Gand (Belgique), Le Bihan —Bruxelles (Belgique), Lineart —Paris, Up’Art Galerie du Quai
- 2007 : Orangerie du Sénat « Fées et petites merveilles
- 2008 : Bruxelles, avril Exposition collective d’Estampes, à la galerie Up’Art — Sibiu (Roumanie) musée – Roumanie représentation théâtrale “Le Chant du Chien” troupe Amavada
- 2009 – Gleizé, Représentation théâtrale Le chant du chien troupe Amavada – Colombes, Théâtre de l’Avant-Scène – Paris, Dorothy’s gallery Art Stories fantasmes dévoilés – Saulxures les Bulgnéville, Château de Saulxures-lès-Bulgnéville – Ville-sur-Jarnioux, Galerie Chybuslski – Lyon, Musée des Moulages
- 2010 : Reims, “Vents d’Est, Vents d’Ouest” : grande rétrospective – Vichy, 8e triennale mondiale de l’estampe et de la gravure originale – Reims, Canard Duchène exposition thématique – Saint Étienne, Serres des Beaux Arts– Gleizé, Journée du patrimoine à l’atelier (vieux tracteurs) – Caen, exposition avec Amavada
- 2011 : Paris, Area – Fermeture eclair — Paris Cabaret Milshtein Vodka, peintures et pépées russes
- 2012 : Sens, “A vos papiers !”, exposition au musée de Sens [8]— Décines, le Toboggan — Lyon, Galerie Pallade – Fareins, Collection de la Praye – Trouville, « la chambre des merveilles » – Paris, Mairie du 10ème –
- 2013 : Ville sur Jarnioux, Galerie Chybuslski et Edition du livre “les grenouilles d’Aristophane” — Paris, exposition CHIFRA
- 2014 : Paris, Galerie des Patriarches — Lyon, Rideau de scène Théâtres des Celestins – Saint Briac, Galerie La boucherie – Caen, exposition et pièce (anniversaire) avec Amavada – Montreuil, Les hivernales
- 2015 : Paris, Galerie Corcia – Seyne sur mer, Villa Tamaris – Villeurbanne, Synagogue libérale Keren Or – Vogüé, Château
- 2016 : Metz, Journées européennes de la culture Juive-Lorraine Metz – Galerie Chybulski (Galerie Hinter dem Rathaus Wismar Allemagne et Utopia à Rome)
- 2017 : Paris, Galerie Corcia

## Collections publiques en France et à l'étranger
- Abbeville — Musée Boucher de Perthes[9]
- Amiens Bibliothèque municipale — donation Alin Avila (2000)
- Arles Médiathèque
- Arras Conseil Général du Nord–Pas-de-Calais (1994)
- Brookings (États-Unis)
- Bruxelles (Belgique) Bibliothèque Royale
- Champagne-Ardenne Fonds Régional d’Art Contemporain
- Corbeil-Essonnes Ville (1997)
- Dusseldorf (Allemagne) Kunstverein
- Eilat (Israël) Musée d’Art Moderne
- Genève (Suisse) Musée d’Art et d’Histoire
- Göteborg (Suède) Musée
- Jaffa (Israël) Musée
- Jérusalem (Israël) Musée Bezalel
- Île-de-France Artothèque du C.R.D.P. de l’Académie de Créteil
- Lausanne (Suisse) Musée Cantonal des Beaux-Arts
- Lyon Théatre des Célestins
- Miramas Artothèque (1994)
- Montbéliard Musée du Château des Ducs de Wurstemberg (1988)
- New-York (États-Unis) Moma, the Museum of Modern Art[10]
- Odense (Danemark) Musée
- Paris Bibliothèque nationale de France
- Paris Centre National des Arts Plastiques
- Paris Hôtel Astra
- Paris Musée d’Art moderne de la Ville de Paris[11]
- Paris Musée des arts décoratifs de Paris (1984)[12]
- Paris Centre Pompidou, Bibliothèque Kandinsky
- Paris-la-Défense Orkem (1988)
- Saint-Brieuc Artothèque
- Saint-Denis Musée d’Art et d’Histoire
- Saint-Quentin Artothèque
- Sundsvall (Suède) Musée
- Tel-Aviv (Israël) Musée
- Troyes Musée d’Art moderne
- Toulon Musée — Donation Alin Avila (1993)
- Villeurbanne — Synagogue Libérale Keren Or

## Publications
- Milshtein, texte de R.Caillois, K.Granoff, A. Avila, M.Melot, J-P.Seguin, H-F.Debailleux, 1984
- Alin Avila, Fées et petites Merveilles, textes de Milshtein, éditions area  (ISBN 9782352760306)
- Alin Avila Boîtes à secrets, textes de Milshtein, éditions area  (ISBN 9782352760276)
- Petites confidences, éditions yeo pour area
- Milshtein - A vos papiers, Édition Area et Musée de Sens, 2012.  (ISBN 9782844462190)